# Picnik
Picnikとはかつて存在していたオンライン写真編集サービスである。2010年にGoogleに買収された。本社はアメリカ合衆国ワシントン州シアトルのダウンタウンに置いていた。

## 機能
このサイトではユーザーが写真を編集したり、取り込んだ写真にスタイルを追加したり、写真のクロッピングやリサイズといった基本編集ツールを使用することができた。またFacebook、MySpace、Picasa Web Albums、Flickr、Yahoo Image search、Google+にある写真を取り込むこともでき、コンピュータやウェブサイトからのアップロードするためのオプションも提供されていた。Picnikの多くの機能は無料で使用でき、Picnik Premiumというさらに写真編集機能が追加された有料バージョンもあり1ヶ月、6ヶ月、1年単位の使用期間を選ぶことができた。
またかつてFlickrとの提携で、Picnikの機能限定バージョンがFlickrのデフォルト写真編集ソフトになっておりその際には無料ウェブサイトクリエイターのWebsを使ってサインアップされていた。2010年3月1日にGoogleはPicnikを買収した。

## 終了・移行
2012年1月、Picnikは同年4月19日にサービスを終了しツールをGoogle+に移行することを発表した。プレミアムメンバー全員には全額返金を行い、有料サービスは終了日まで無料で提供した。加えて、アップロードした5枚と保存した20枚の写真（プレミアムメンバーの場合はアップロード100枚、全て保存可能だった）をZIPファイルとしてダウンロードできる「Picnik Takeout」を提供した。一部のユーザーからはサービス終了の撤回を求める請願を行ったが終了の阻止には至らなかった。Picnikは同年3月21日に全てのユーザーに質問と回答を書いたEメールを送信した。
そして同年4月19日に予定通りPicnikは保存した写真のダウンロードを停止し完全に終了した。
Picnikのエンジニアだったブライアン・テリーとジャスティン・ハフは2012年1月にGoogleを退職しPicMonkey.comという新たな写真編集ウェブサイトを立ち上げた。